# Вей Бацюнь
Вей Бацюнь 韦拔群 (6 липня 1894 — 18 жовтная 1932) — один з трьох головних керівників селянських повстань у Китаї у 20-ті роки 20 століття, разом із Мао Цзедуном (1893—1976) та Пеном Паєм (1896—1929). У різні періоди використовував імена Вей Бінцзі 韦秉吉, Вей Бінцянь 韦秉乾, Вей Цуй 韦萃.
Народився у повіті Дунлань провінції Ґаньсу. Належав до народності чжуан.
У 1915—1916 роках брав участь у бойових діях проти Юаня Шикая.
Зазнав сильного впливу «Руху 4-го травня» (1919).
У 1921 разом із товаришами відвідав Наньнін, де став членом організації Тунчжихуей 同志会 та отримав доручення на активізацію селянського руху. 1923 року селянська армія із ним на чолі захопила Дунлань. Ця подія стала першим озброєним конфліктом в історії селянських рухів сучасного Китаю. Повстання було придушено, але Вей залишився активним діячем селянського руху.
У 1926 він став членом КПК. У 1930 співробіничав із Деном Сяопіном у Цзянсі-Фуцзяньській республіці (Jiangxi–Fujian Soviet). У 1932 попав в оточення та був вбитий.